# Stegana melanostigma
Stegana melanostigma är en tvåvingeart som beskrevs av Chen 2008. Stegana melanostigma ingår i släktet Stegana och familjen daggflugor. Inga underarter finns listade i Catalogue of Life.